# Pimelea linifolia
Pimelea linifolia är en tibastväxtart. Pimelea linifolia ingår i släktet Pimelea och familjen tibastväxter.

## Underarter
Arten delas in i följande underarter:
- P. l. caesia
- P. l. collina
- P. l. linifolia
- P. l. linoides

## Bildgalleri

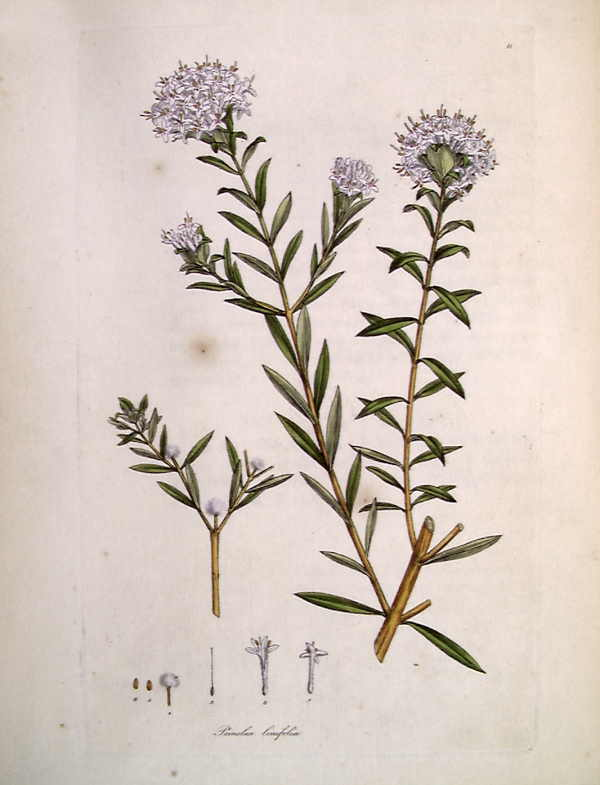
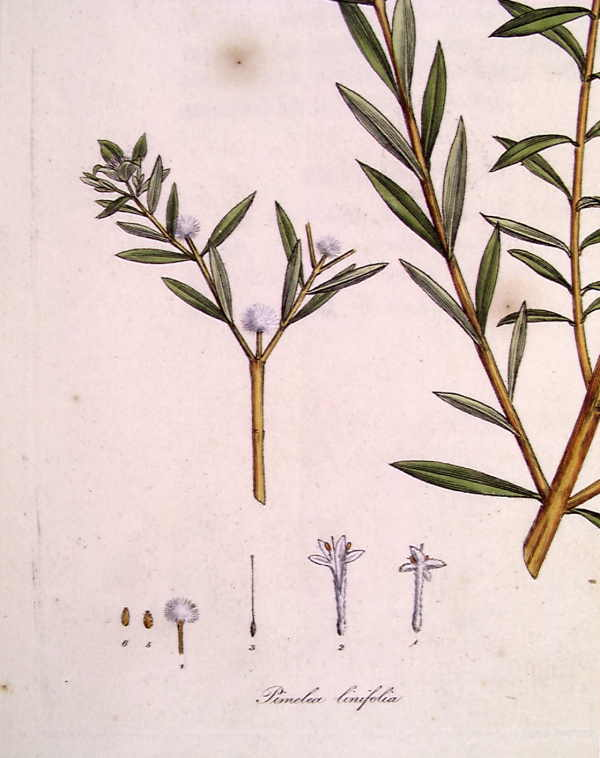
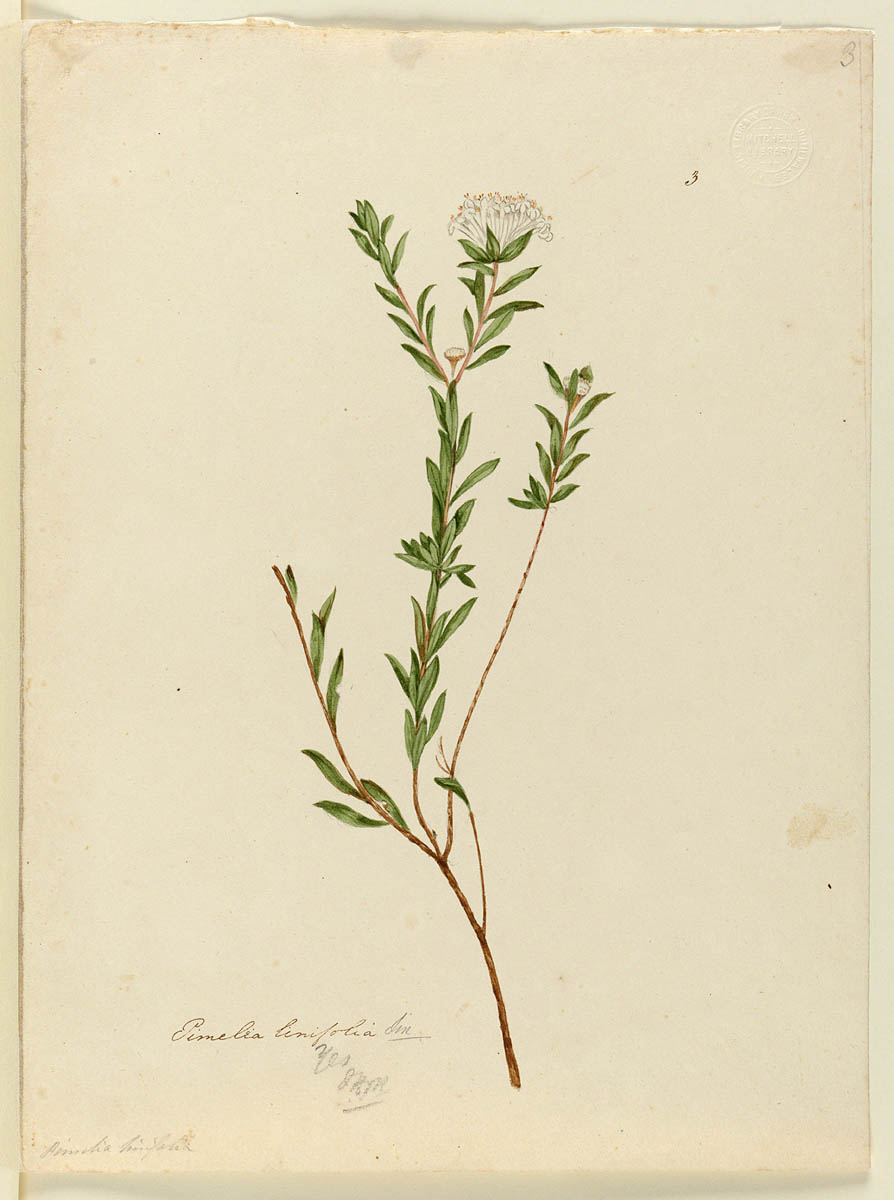
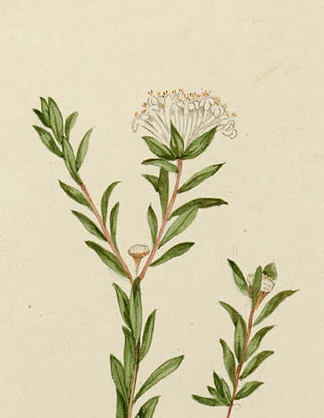
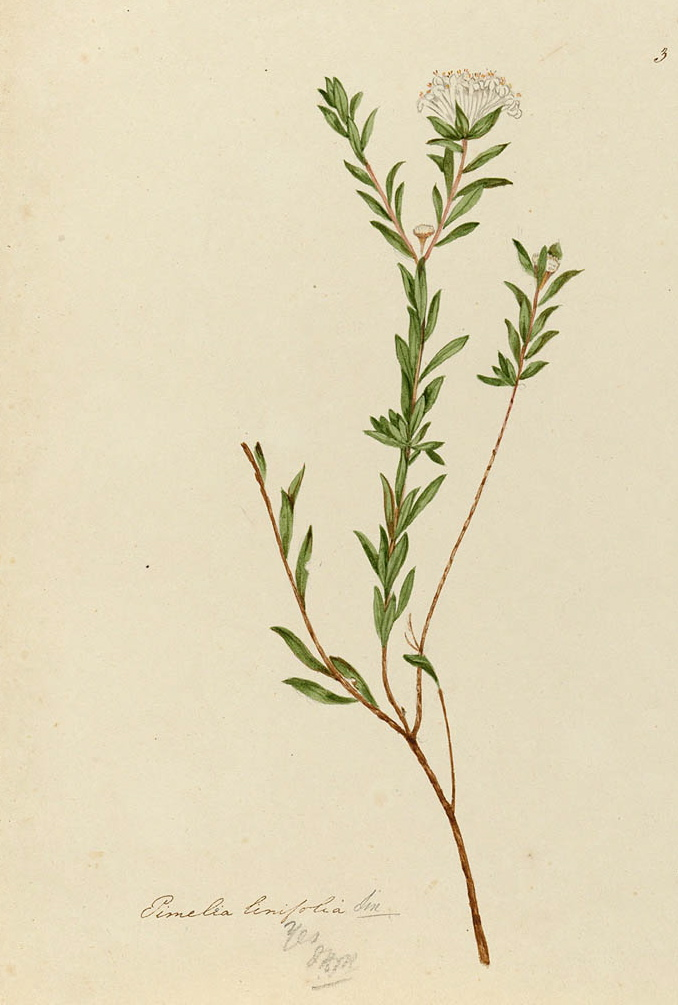